# Ernest Martinenche
Ernest Pierre Hippolyte Martinenche,né le 26 octobre 1869 à Calvisson (Gard) et décédé en janvier 1941 à la Croix-du-Var, est un professeur français d’université, spécialiste de littérature hispanique.

## Biographie
Ernest Martinenche fréquente le lycée de Nîmes puis le lycée Louis-le-Grand, et obtient un baccalauréat ès lettres. En 1888, il intègre l'École normale supérieure et obtient une licence ès lettres en 1889. Il est agrégé de lettres en 1891 et devient docteur ès lettres en 1900.
Sa carrière académique débute par un poste de professeur au lycée de Digne, en 1891. Ernest Martinenche enseigne par la suite dans divers lycées, jusqu’en 1901 où il accède au statut de maître de conférences de langue et littérature latines à la Faculté des lettres de Montpellier. En 1906, sa carrière le porte vers un poste de maître de conférences de langue et littérature espagnoles à la Faculté des lettres de Paris. En 1913, il est un membre fondateur du Cercle d'études franco-hispaniques de l'Université de Paris. Il est admis à la retraite en 1937, en qualité de professeur honoraire.
En parallèle de ses fonctions universitaires, Ernest Martinenche fonde et dirige l'Institut d'études hispaniques (1929) et est président du jury d'agrégation d’espagnol. Il dirige également l'Institut des universités argentines. Il contribue à de nombreuses revues, telles que la Revue des Deux mondes, la Revue latine, le Journal des savants, la Revue des langues romanes, Hispania, la Revue d'Amérique latine, et diverses autres revues espagnoles. Il dispense aussi des cours à la Faculté de Buenos Aires.

## Publications
- La tragi-comédie de Calixte et Mélibée et son rôle dans la formation du théâtre espagnol, thèse de doctorat (1900)
- La comedia espagnole en France de Hardy à Racine (1900)

Prix Marcelin Guérin de l'Académie française 1901
- Propos d'Espagne (1905)
- Molière et le théâtre espagnol (1906)

Prix Sobrier-Arnould de l’Académie française 1907
- La Célestine (1910)
- Le théâtre de Pérez Galdos (1910)
- L'Espagne et le romantisme français (1922)

Prix Guizot de l’Académie française 1923
- Les études hispaniques en France (1930)
- L'enseignement de l'espagnol (1932)
- La psychologie du peuple espagnol (1933)

## Distinctions
Ernest Martinenche est nommé Officier de la légion d'honneur en 1930. Il est également professeur honoris causa de l'Université de San Marcos.